# Hazardo

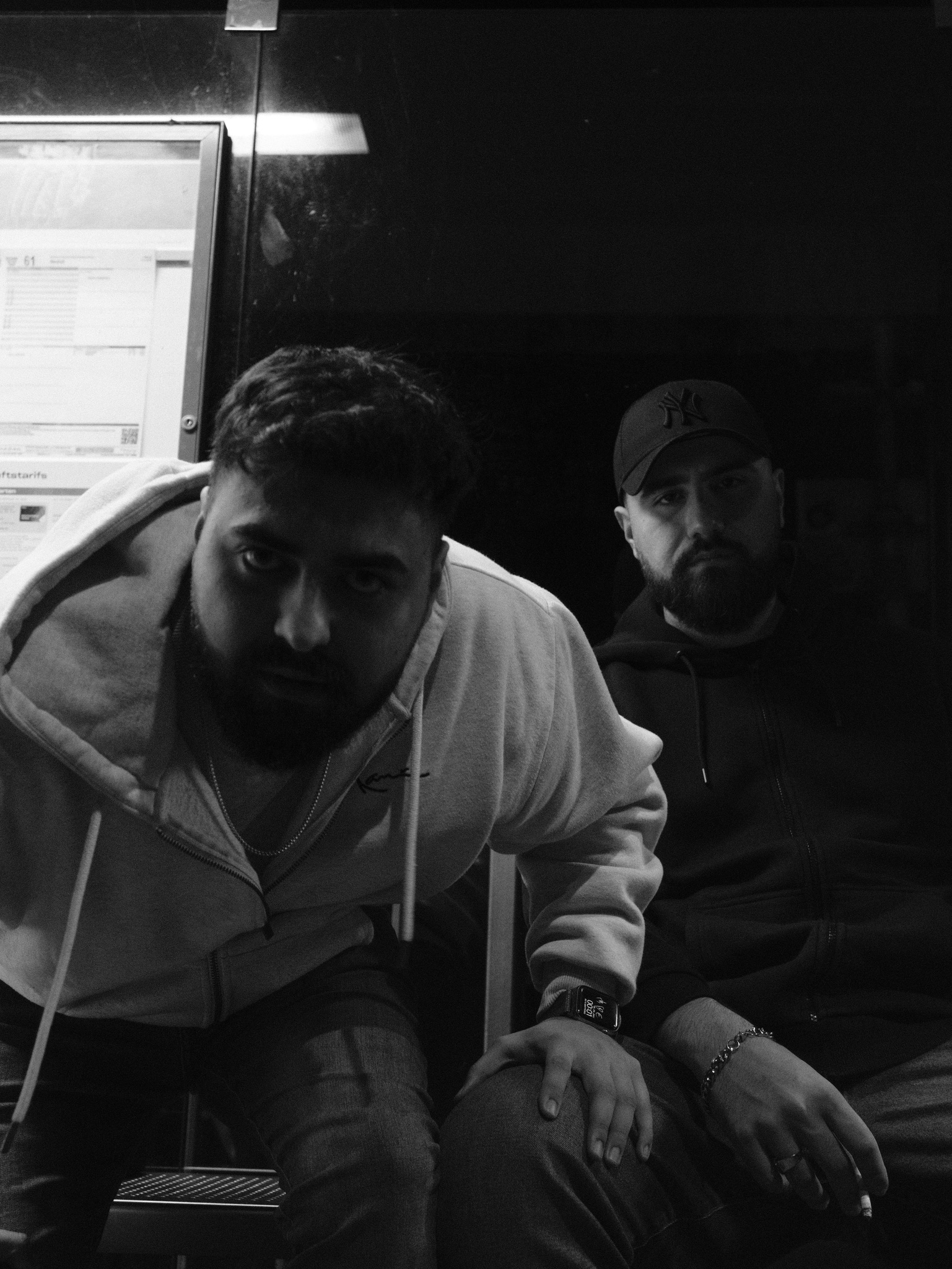
Hazardo-Error 2025

Hazardo (* 15. Januar 1994 in Hamburg; bürgerlich Can Gezici) ist ein deutschsprachiger Songwriter, Ghostwriter, Rapper und Musikproduzent, Label- und Künstlermanager sowie Tonstudiobesitzer mit kurdisch-türkischen Wurzeln. Er wuchs in Hamburg auf und ist vor allem für seine Arbeiten im deutschsprachigen Hip-Hop bekannt.

## Leben
Hazardo wuchs in den Hamburger Stadtteilen Wilhelmsburg und Altona auf. Bereits im Jugendalter begann er, eigene Songtexte zu verfassen und als Ghostwriter für andere Künstler zu arbeiten. Im Laufe seiner Laufbahn kollaborierte er mit einer Vielzahl von Musikern aus dem deutschsprachigen Hip-Hop-Umfeld. Neben seiner künstlerischen Tätigkeit betreibt er Tonstudios in Hamburg und ist an weiteren Studio-Standorten in Deutschland beteiligt. Darüber hinaus ist er Teilhaber der internationalen Tonstudiokette Pirate.com.

## Karriere

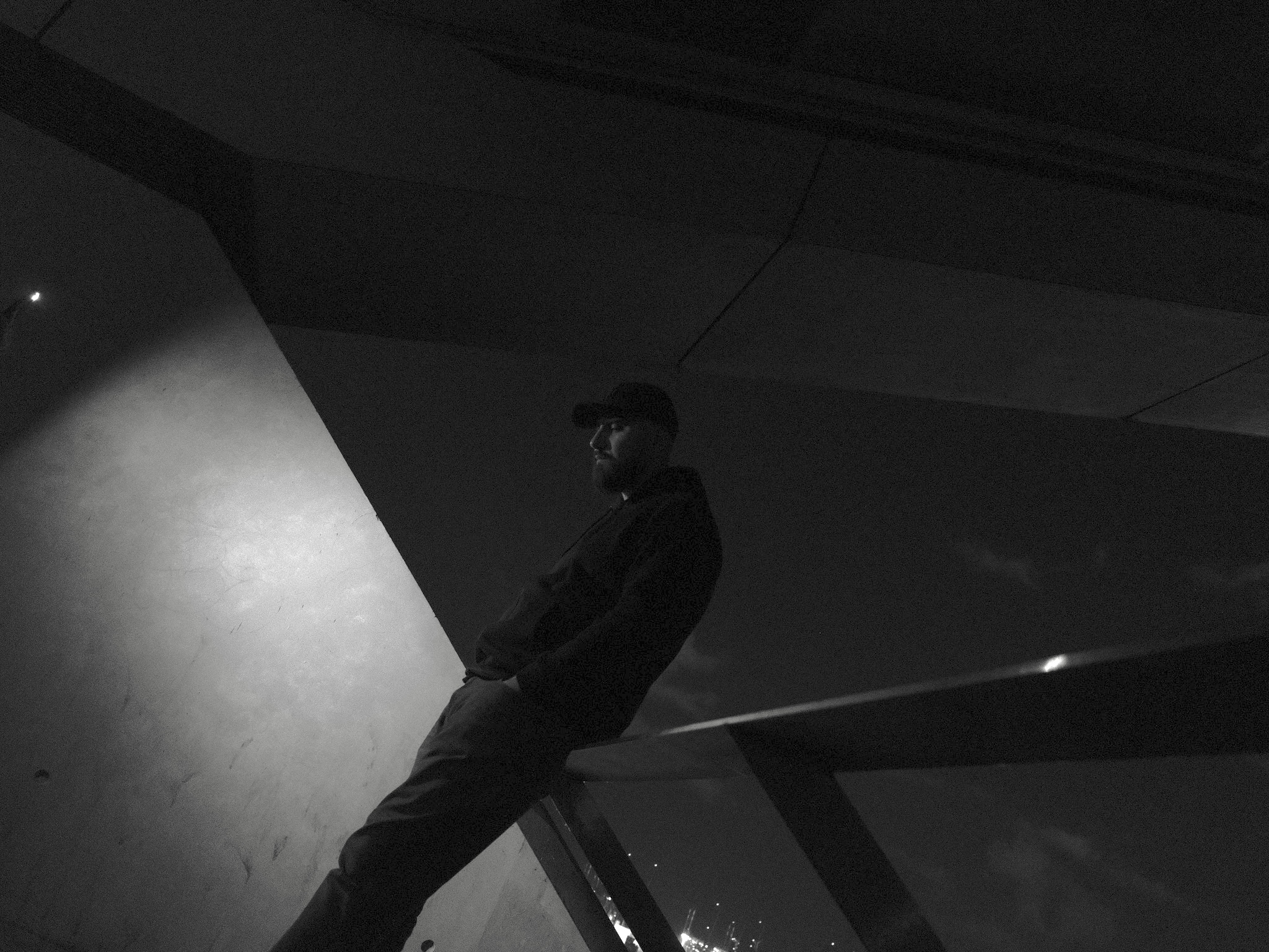
Hazardo 2025

### Anfänge und eigenes Label (2012–2018)
Hazardo begann 2012, eigene Musik zu veröffentlichen, zunächst über sein neu gegründetes Label HaramPara. Schon in dieser frühen Phase agierte er nicht nur als Interpret, sondern auch als kreativer Kopf im Hintergrund und schrieb Texte für andere Künstler der deutschsprachigen Hip-Hop-Szene. Sein Stil war geprägt von einem rohen, straßennahen Sound, der urbane Erzählungen mit Elementen des Trap verband. Mit dem Debütalbum Leben im Beton (2017) und mehreren regional beachteten Singles legte er den Grundstein für eine kontinuierliche Entwicklung.

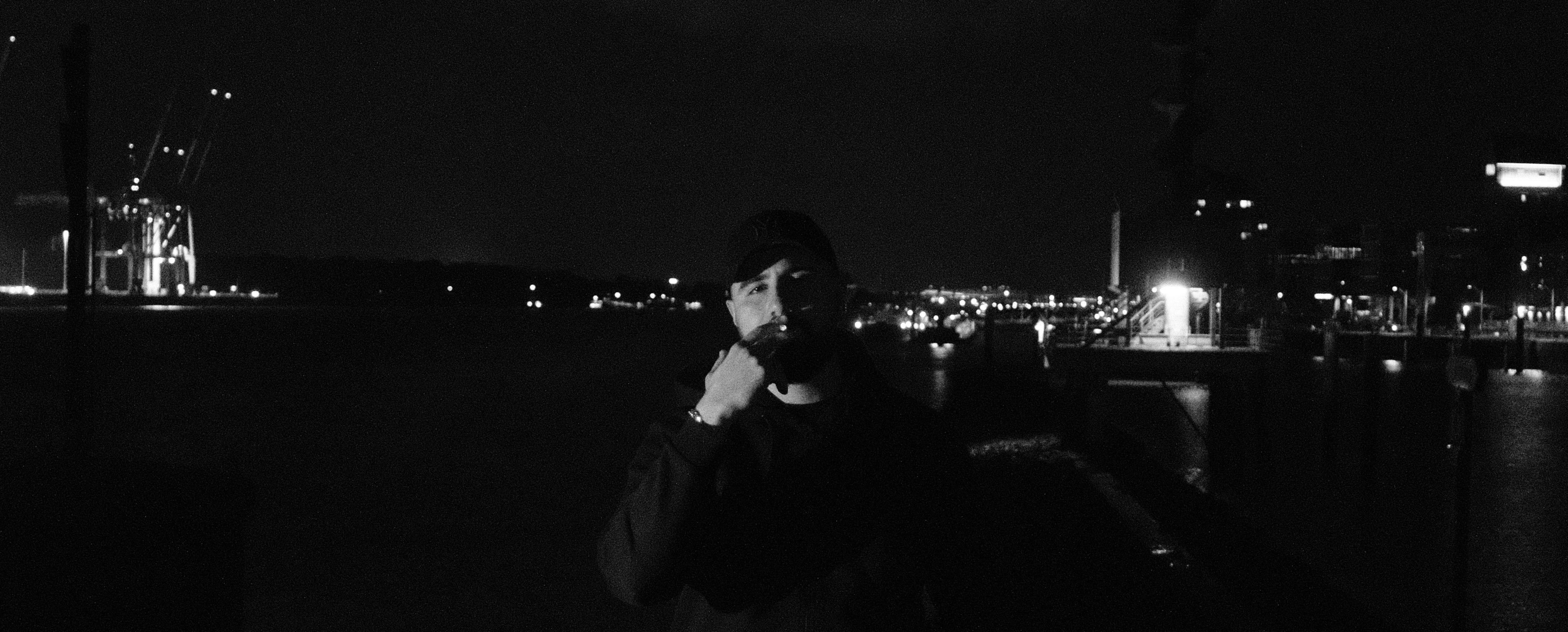
Hazardo 2025

### Ausbau der Karriere und Unternehmertum (2019–2025)
Der Durchbruch auf professioneller Ebene folgte 2019 mit dem Studioalbum New Jack City Reloaded, das über Strukturen der Universal Music vertrieben wurde. Parallel zu seinen eigenen Veröffentlichungen etablierte er sich als Songwriter und Ghostwriter, wobei mehrere seiner Arbeiten bei der GEMA verzeichnet sind.
Ab 2021 verlagerte Hazardo seinen Schwerpunkt zunehmend auf unternehmerische Aktivitäten. Mit der Gründung der Hazardo Musik GmbH und dem Sublabel HaramPara schuf er eine Plattform, auf der sowohl seine eigenen Produktionen als auch Projekte anderer Künstler entstehen. Dabei übernahm er nicht nur Management- und Beratungsaufgaben, sondern auch die kreative Leitung von Veröffentlichungen.
In den folgenden Jahren baute er sein Netzwerk konsequent aus. Kooperationen mit Produzenten, Videomachern und anderen Musikschaffenden führten zu einer stärkeren Präsenz in verschiedenen Städten Deutschlands. Seine Beteiligung an Pirate.com ermöglichte ihm zudem den Zugang zu einem internationalen Studioverbund, den er aktiv zur Förderung neuer Talente nutzt.
Bis 2025 hatte sich Hazardo als vielseitiger Akteur etabliert, der zwischen kreativer Arbeit im Studio, geschäftlicher Leitung und Talentförderung pendelt. Im selben Jahr wirkte er am Rap-Format Prototyp Rapstar von Massiv mit, was seinen Einfluss in der Szene zusätzlich unterstrich.

## Diskografie (Auswahl)

### Studioalben
- 2019: New Jack City Reloaded

### Singles
- 2017: Leben im Beton[1]
- 2018: A.M.G[2]
- 2019: Hamburger Flavour
- 2019: Nachts unterwegs
- 2020: So und nicht anders (Remix)
- 2020: Allein
- 2020: Hoodmelancholie
- 2022: Blockparanoia